# Nulla dies sine linea
Nulla dies sine linea (изговор: нула дијес сине линеа) је изрека на латинском језику, која се може превести са „Ни један дан без црте”, или, сваки дан треба бар нешто урадити.

## Порекло изреке
Према Плинију Старијем ово је изрекао познати сликар Апел. Он није пропуштао ни један дан да на својој слици не повуче бар један потез кичицом.

## Данашње значење
Данас се ова изрека употребљава у општем смислу као поука да сваки дан понешто треба урадити ако се жели успех.